# Philippe Vandendriessche
 (février 2009).
Si vous disposez d'ouvrages ou d'articles de référence ou si vous connaissez des sites web de qualité traitant du thème abordé ici, merci de compléter l'article en donnant les références utiles à sa vérifiabilité et en les liant à la section « Notes et références ».
Pour les articles homonymes, voir Vandendriessche (homonymie).
Philippe Vandendriessche est un ingénieur du son et photographe belge, né en 1958 à Nivelles. Entre 1984 et 2023 il est professeur à l'Institut des arts de diffusion. Il a enseigné également au Conservatoire royal de Mons / Arts² et est professeur visiteur à l'ESAV de Toulouse.

## Biographie
Philippe Vandendriessche est fils de fleuristes. Il a grandi dans une atmosphère où on recherche la beauté et l'harmonie, baigné de senteurs.
Son père, Michel Vandendriessche pratique l'art floral à Nivelles, tout comme le faisaient son père et son grand-père. Sa mère, Renée Andrieux, auvergnate d'origine, l'éveille à l'univers poétique et au jeu avec les mots en l'emmenant, enfant, au théâtre. C'est par ce biais qu'il découvre Raymond Devos. Élève de Muguette Cozzi à l'Académie de Nivelles, il suit les cours de diction et de déclamation ce qui lui donne définitivement le goût du son et l'amour de la poésie .
Cela aura pour résultat la production de plusieurs centaines d'aphorismes, déposés à la SCAM sous le titre "Euphorismes / Pensées du Jour" et publiés sur Internet.
Il entame ses études secondaires au Collège Sainte Gertrude à Nivelles mais sa passion pour les techniques et plus particulièrement l'électronique l'oriente vers l'Institut Reine Astrid Mons (IRAM) à Mons, où il obtient un diplôme de technicien qualifié en électricité. C'est à cette époque qu'il est engagé comme électricien et assistant régisseur sur le tournage d'un long métrage de Paul Meyer, intitulé "L'herbe sous les pieds", produit par Inform'Action ASBL .
Le milieu du cinéma qui l'accueille en 1977 est constitué de personnes engagées, qui travaillent ensemble sur le projet d'une société plus juste. C'est pour rejoindre cette communauté créative que Philippe décide de prolonger ses études et il s'inscrit à l'IAD en section "Son". Ses professeurs sont Henri Van Lier, Manu Bonmariage, Miguel Rejas, Victor Bachy…
Chargé de cours de prise de son, il apprécie raconter des anecdotes de sa vie à l'IAD à Louvain-la-Neuve  depuis 1984, à l'Ecole Supérieure des Arts Arts2 de Mons  et à l'ENSAV de Toulouse  depuis 2012.
Nomination à la 34e cérémonie des César "meilleur son" pour le film "Séraphine" de Martin Provost.
Il réalise en 2014 un film documentaire intitulé "Mille chemins du temps", consacré à Jean-Pierre Beauviala et l'histoire de Aaton.

## Filmographie sélective
- 1995 : Taxandria réalisé par Raoul Servais (construction sonore)
- 1998 : In Vino Veritas court-métrage réalisé par Manuel Gomez (Chef opérateur du Son)
- 2001 : Le Vélo de Ghislain Lambert long-métrage réalisé par Philippe Harel (son deuxième équipe)
- 2001 : Tous à table court-métrage réalisé par Ursula Meier (Chef opérateur du Son)
- 2001 : La vie, la mort & le foot court-métrage réalisé par Sam Garbarski (Chef opérateur du Son)
- 2003 : Jeux d'enfants long-métrage réalisé par Yann Samuell (son deuxième équipe)
- 2003 : Ne meurs pas téléfilm réalisé par José Pinheiro (Chef opérateur du Son)
- 2004 : Signe d'appartenance moyen-métrage réalisé par Kamel Cherif (Chef opérateur du Son) Lion d'argent Corto-Cortissimo à la Mostra de Venise
- 2005 : Les Hommes de cœur téléfilm réalisé par Édouard Molinaro (Chef opérateur du Son)
- 2006 : Salonique, ville du silence film documentaire réalisé par Maurice Amaraggi (Chef opérateur du Son)
- 2006 : Odette Toulemonde long métrage réalisé par Éric-Emmanuel Schmitt (Chef opérateur du Son)
- 2006 : Yiddish Soul film documentaire réalisé par Turi Finocchiaro & Nathalie Rossetti (Chef opérateur du Son)
- 2008 : Françoise Dolto, le désir de vivre téléfilm réalisé par Serge Le Péron(Chef opérateur du Son)
- 2008 : Séraphine long-métrage réalisé par Martin Provost(Chef opérateur du Son)
- 2008 : Les Enfants de Timpelbach long-métrage réalisé par Nicolas Bary (son deuxième équipe)
- 2009 : Facteur chance téléfilm réalisé par Julien Seri (Chef opérateur du Son)
- 2010 : Le Pot de colle téléfilm réalisé par Julien Seri (Chef opérateur du Son)
- 2010 : Na Wewe court-métrage réalisé par Ivan Goldschmidt (Chef opérateur du Son - Photographe de plateau)
- 2012 : Kathleen Ferrier documentaire réalisé par Diane Perelsztejn (Chef opérateur du Son - Photographe de plateau)
- 2014: Mille chemins du temps documentaire (Réalisateur)
- 2019: Au nom de la terre long-métrage réalisé par Edouard Bergeon   (Chef opérateur du Son - Photographe de plateau)
- 2022 : L'Astronaute de Nicolas Giraud
- 2022 : Toto se met au Vert de Pascal Bourdiaux
- 2024 : La Promesse Verte  long-métrage réalisé par Edouard Bergeon   (Chef opérateur du Son - Photographe de plateau)

## Distinction
- 2009 : Nommé au César du meilleur son pour Séraphine[11]